# Budești (Călărași)
Pour les articles homonymes, voir Budești.
Budești est une ville roumaine située dans le județ de Călărași.